# Coras
Coras là một chi nhện trong họ Agelenidae.

## Hình ảnh

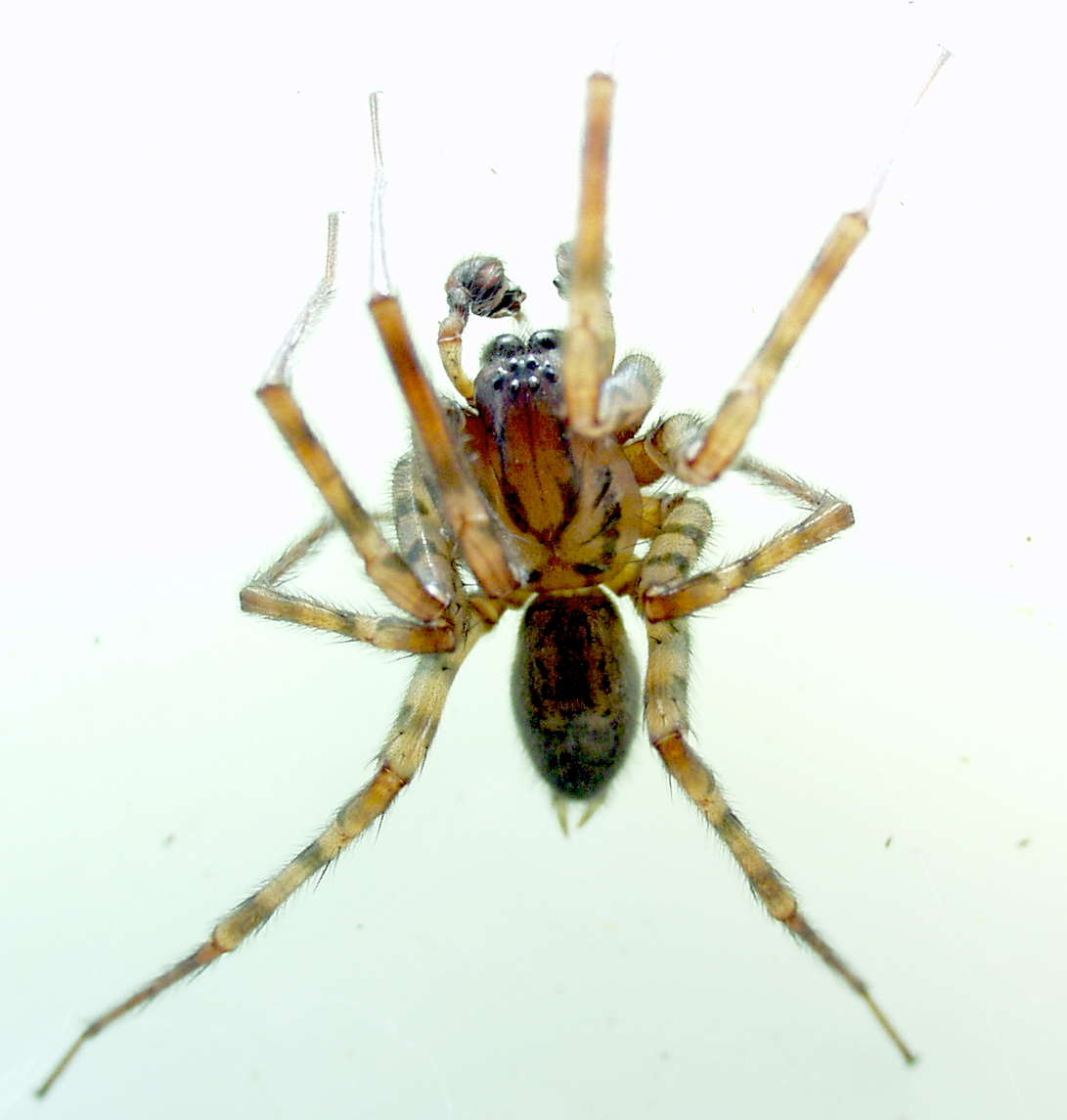
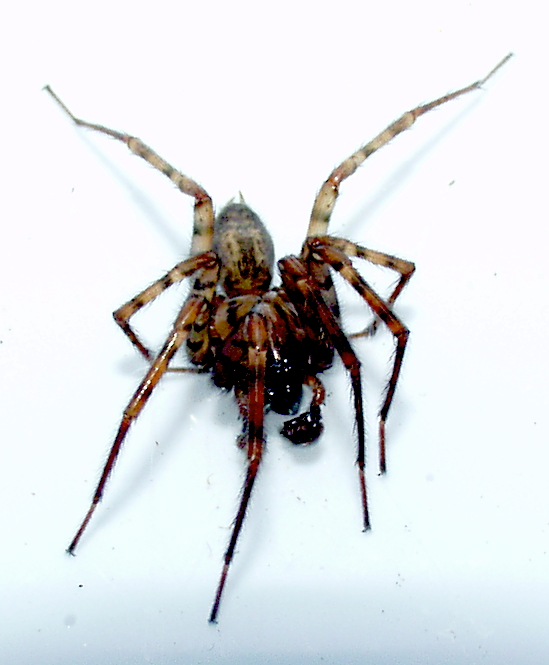
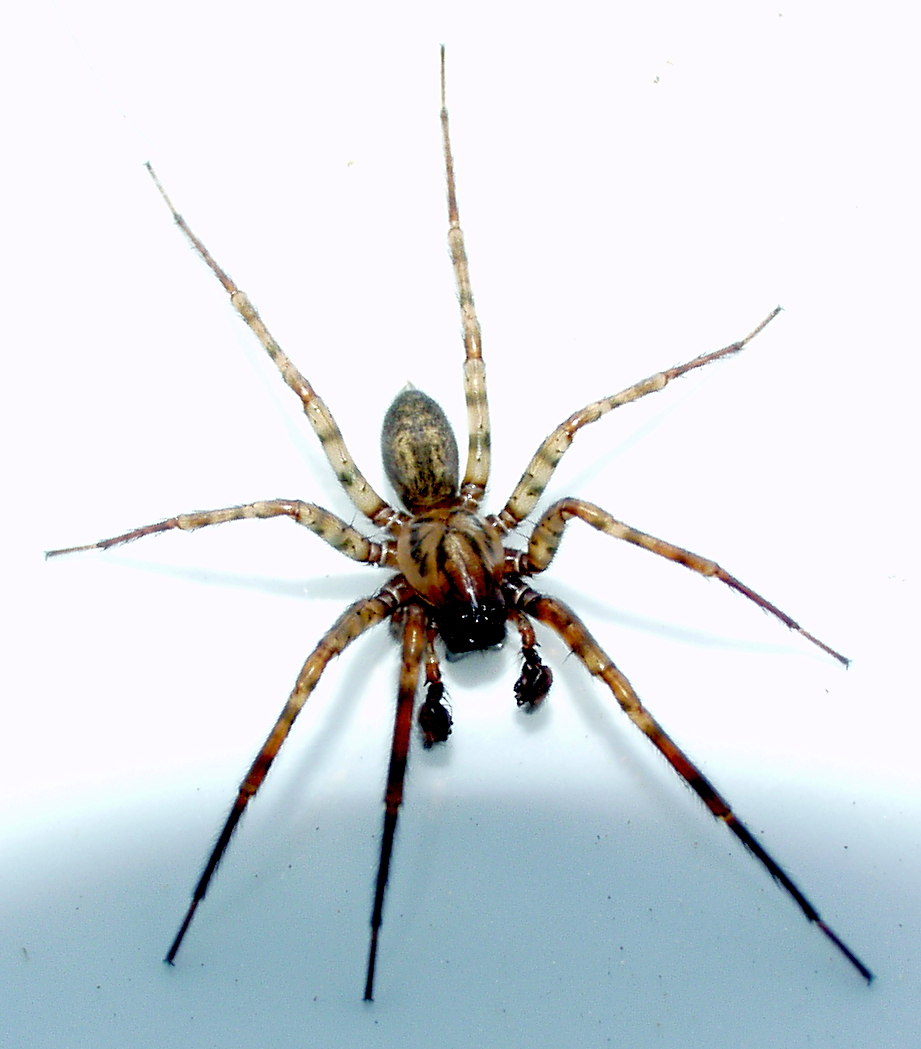